# Atlanta (phim truyền hình)
Atlanta là một bộ phim truyền hình hài kịch của Mỹ do Donald Glover sáng tác và đóng vai chính với vai trò nhà văn kiêm đạo diễn. Ngoài ra diễn viên chính là Brian Tyree Henry, Lakeith Stanfield và Zazie Beetz. Các nhà sản xuất hàng loạt điều hành là Donald Glover, Dianne McGunigle và Paul Simms. Atlanta là về hai người anh em họ điều hướng theo cách của họ trong cảnh rap Atlanta trong một nỗ lực để cải thiện cuộc sống của họ và cuộc sống của gia đình họ. FX đã ra lệnh cho phi công đến một mùa 10 tập vào tháng 10 năm 2015. Hai tuần sau khi bộ phim được công chiếu vào ngày 6 tháng 9 năm 2016, FX đã gia hạn loạt phim cho mùa thứ hai. Mùa thứ hai, có tựa đề Atlanta: Robbin 'Season, được công chiếu vào ngày 1 tháng 3 năm 2018.
Chương trình đã nhận được nhiều lời khen ngợi và nhiều giải thưởng khác nhau, bao gồm hai giải thưởng Quả cầu vàng cho phim truyền hình hay nhất - Âm nhạc hoặc Hài kịch và Nam diễn viên xuất sắc nhất - Dàn nhạc hoặc phim hài truyền hình cho Glover, và hai giải Emmy Primetime cho Nam diễn viên chính xuất sắc trong một phim hài và xuất sắc Chỉ đạo cho một loạt phim hài, khiến Glover trở thành người Mỹ gốc Phi đầu tiên giành được giải Emmy cho hạng mục đạo diễn xuất sắc cho một loạt phim hài.

## Cơ sở
Bộ phim theo sau Earn (Donald Glover) trong cuộc sống hàng ngày của anh ở Atlanta, Georgia, khi anh cố gắng chuộc mình trong con mắt của bạn gái cũ của anh, mẹ của con gái anh, cũng như bố mẹ anh và anh họ Alfred (Brian Tyree Henry), người rap dưới tên sân khấu "Paper Boi". Sau khi bỏ học Đại học Princeton, Earn kiếm tiền không có tiền và không có nhà, và do đó xen kẽ giữa việc ở với cha mẹ và bạn gái của mình. Một khi anh nhận ra rằng người anh em họ của mình đang trên bờ vực của ngôi sao, anh tuyệt vọng tìm cách kết nối lại để cải thiện cuộc sống của mình và cuộc đời của con gái mình, Lottie.

## Diễn viên
- Donald Glover trong vai Earnest "Earn" Marks
- Brian Tyree Henry trong vai Alfred "Paper Boi" Miles
- Lakeith Stanfield trong vai Darius Epps
- Zazie Beetz trong vai Vanessa "Van" Keefer